# Tervíngios
Tervíngios (em latim: Tervingi) foram um povo godo que habitava as planícies do rio Danúbio, a oeste do rio Dniestre, durante os séculos III e IV. Mantinham relações estreitas com os grutungos, outro povo godo que habitava a região a leste do Dniestre, bem como o Império Romano (e, posteriormente, o Império Bizantino). Arqueologicamente correspondem, juntamente com os grutungos, à cultura de Cherniacove.
A primeira menção histórica aos tervíngios nas fontes romanas deu-se em 291. Diferente das demais tribos góticas, não eram governados por um chefe ou rei, e sim por um juiz (em gótico kindins ou em latim: iudex gentis/iudex regnum). O título de rei ou chefe tribal (reiks) era concedido aos chefes locais que controlavam as kunja (sing. kuni), as subdivisões de território e povo.